# Helcion dunkeri
Helcion dunkeri is een slakkensoort uit de familie van de Patellidae. De wetenschappelijke naam van de soort is voor het eerst geldig gepubliceerd in 1848 door Krauss.